# Alto Alegre do Pindaré
Alto Alegre do Pindaré là một đô thị thuộc bang Maranhão, Brasil. Đô thị này có diện tích 1932,317 km², dân số năm 2007 là 30185 người, mật độ 15,62 người/km².